# CV-35 (Spanje)

De CV-35

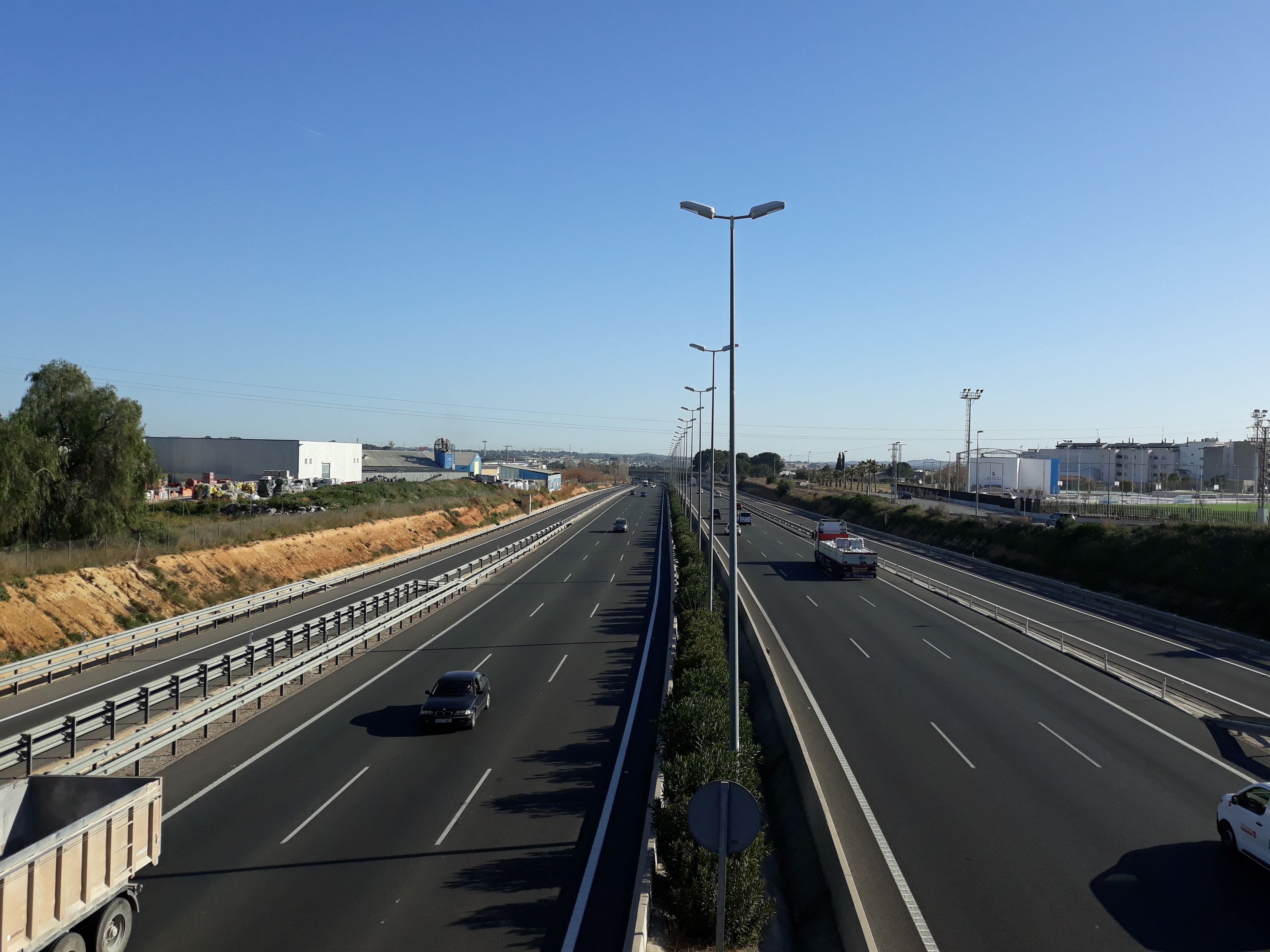
De CV-35

De CV-35 of Autovía del Turia (Valenciaans: Autovia del Túria) is een autovía in Valencia. Het snelwegdeel van de CV-35 is 52 kilometer lang en verbindt Valencia met Casinos.